# Albert Goupil (maire de Laval)
Pour les articles homonymes, voir Goupil.
Albert Goupil, (31 janvier 1878 à Laval - 2 novembre 1956 à Laval), imprimeur et homme politique français, maire de Laval de 1946 à 1956. Il est le président-fondateur ou vice-président d'associations historiques et d'associations d'anciens combattants. Comme maire, il est notamment le fondateur des Transports urbains lavallois, et a étendu la ville avec un nouveau quartier.

## Biographie

### Famille et formation
Albert Maurice Goupil est le fils d'Auguste Goupil, libraire à Laval et membre de l'association sportive et culturelle, et d'Estele Brunel. Licencié en lettres à la faculté de Rennes et aussi en droit, il interrompt ses études pour reprendre la librairie familiale après le décès de son père en 1896. Son frère Auguste est jésuite à Évreux. Sa sœur Marie-Geneviève (1880-1972), née à Laval, a vécu à Lusaka en Zambie.

### Première Guerre mondiale
Il participe à la Première Guerre mondiale à partir du 4 août 1914, comme officier, d'abord sous-lieutenant à partir de septembre 1914. Il reçoit la Croix de Guerre avec citation en juin 1915. Il est à Verdun en 1916, reçoit les félicitations en avril de la même année, est promu lieutenant en septembre suivant, puis capitaine en juillet 1918, et continue à servir jusqu'en février 1919.

### Carrière professionnelle
Lettré, il est membre des sociétés littéraires et scientifiques, notamment de la commission historique et archéologique de la Mayenne dès l'âge de 19 ans en 1897,. Il crée la société Mayenne-Sciences et en est le vice-président ; il est président-fondateur d'une association d'anciens combattants, et président du Comité d'entente des sociétés d'anciens combattants.
Il édite de nombreux ouvrages dont le Dictionnaire historique, topographique et biographique de la Mayenne d'Alphonse-Victor Angot.
Imprimeur de renom, plusieurs de ses ouvrages sont couronnés par l’Académie française.
Il est secrétaire-membre de la chambre de commerce de la Mayenne de 1925 à 1942.

### Engagement politique
Il est élu au conseil municipal de Laval en novembre 1933, et 4e adjoint au maire le 17 décembre suivant. Ils'occupe tout particulièrement des œuvres d'enseignement post-scolaires et d'apprentissage. Se voulant apolitique, il est de la droite conservatrice, et empreint de catholicisme social. Avec ses collègues et amis Adolphe Beck et Jules Trohel, il contribue à l'extension du Musée-école de la Perrine.
En 1945, le poste de 2e adjoint lui est confié, et il est élu maire de Laval le 2 juin 1946 à la suite de la démission de Francis Le Basser puis réélu à deux reprises en 1947 puis en 1953. Lors de ces dernières élections, Albert Goupil, doit affronter quatre autres listes. « C’est la campagne très active du parti communiste qui fait souffler, à certains moments, un vent de guerre froide sur la campagne des municipales ». Le résultat de ces élections municipales donne lieu à des batailles d'assignations à la suite de la nomination d'un conseiller communiste, nomination due à une erreur de calcul.
C'est au début de son mandat, en 1947, qu'il fonde les Transports urbains lavallois qui fonctionnent encore et desservent la région. Il lance une politique de reconstruction de logements, et crée une société d'économie mixte. Plus tard, il est à l'initiative de la création du quartier des Fourches. Il est en outre président de l'association des maires du département, et vice-président de la commission historique et archéologique de la Mayenne.
Foudroyé par une congestion cérébrale au bureau de son imprimerie, dans la nuit du 31 octobre 1956, il meurt le 2 novembre. « Répandue à la vitesse d’un cheval au galop, la nouvelle de sa mort plonge la ville dans la tristesse. Le 6 novembre, les funérailles seront suivies par des milliers de Lavallois désireux de rendre un dernier hommage à un concitoyen qui avait permis à sa ville d’effacer les traces de la guerre 39-45… ».

## Décorations
- Officier de la Légion d'honneur (1950)
- Croix de guerre 1914–1918 (1915)

Albert Goupil est nommé chevalier de l'ordre de la Légion d'honneur en 1931 au titre militaire pour son courage, et promu officier en 1950 en tant que maire de Laval pour son attitude lors de l'occupation allemande, et son accueil des réfugiés. Il est également titulaire de la Croix de guerre 1914-1918.

## Hommages
La ville de Laval lui a rendu hommage en donnant son nom au quai sur lequel était établi le siège de son entreprise d'imprimerie.
Il est le sujet d'un portrait peint par Louis-André Margantin en 1900 ; la toile, conservée par le musée du Vieux-Château, est en dépôt à la mairie de Laval.

## Pour approfondir